# Jaime Castañeda
Jaime Alberto Castañeda Ortega (Chigorodó, Antioquia, 29 de noviembre de 1986) es un ciclista colombiano de ruta. Actualmente corre para el equipo colombiano Legalagro Euromallas.

## Palmarés
| 2006 - Campeonato de Colombia en Ruta sub-23 2007 - 1 etapa de la Vuelta Gobernación Norte de Santander, Colombia 2008 - 1 etapa de la Vuelta de la Juventud de Colombia - 1 etapa de la Clásica Ciudad de Girardot, Colombia 2009 - 1 etapa de la Clásica Ciudad de Girardot, Colombia - 1 etapa de la Clásica Marinilla, Colombia - 1 etapa de la Clásica de Guarné, , Colombia - 1 etapa de la Clásica Inder Envigado-Ideal, Colombia - 1 etapa del Clásico RCN - Clásico El Colombiano, más etapa, Colombia 2010 - 1 etapa de la Vuelta a Cuba - 1 etapa de la Clásica Rionegro , Colombia - Volta Ciclistica Internacional de Gravatai - 1 etapa de la Vuelta a Colombia - 2 etapas de la Clásica Nacional Marco Fidel Suárez - 1 etapa de la Clásica Inder Envigado-Ideal, Colombia - 2 etapas de la Vuelta a Chiriquí 2011 - 2 etapas de la Vuelta Independencia Nacional - 1 etapa de la Clásica de El Carmen de Viboral - 1 etapa de la Vuelta a Chiriquí - 2.º en el Tour de Río 2012 - 1 etapa de la Vuelta al Tolima, Colombia - 1 etapa de la Clásica Héroes de la Patria, Colombia - 1 etapa de la Clásica Nacional Marco Fidel Suárez | 2013 - 1 etapa de la Clásica Héroes de la Patria, Colombia - 1 etapa del Clásico RCN - 1 etapa de la Vuelta a Santander, Colombia - Clásico El Colombiano, más 1 etapa, Colombia - 1 etapa de la Vuelta al Mundo Maya 2014 - 1 etapa de la Clásica de El Carmen de Viboral - 1 etapa del Clásico RCN - Clásico El Colombiano, más 1 etapa, Colombia - 2 etapas de la Vuelta a Chiriquí 2015 - 1 etapa de la Clásica Héroes de la Patria, Colombia - 2 etapas de la Vuelta Independencia Nacional - 1 etapa de la Clásica Nacional Marco Fidel Suárez - 1 etapa del Clásico El Colombiano, Colombia 2016 - 1 etapa de la Vuelta al Valle del Cauca - 1 etapa del Clásico El Colombiano, Colombia 2017 - 2 etapas de la Clásica del Caribe, Colombia - 1 etapa del Clásico RCN 2018 - 1 etapa del Clásica de Rionegro - 1 etapa del Clásico RCN |

## Equipos
- Lampre-Fondital (2006-2007)
- UNE-Orbitel (2008)
- UNE-EPM (2009-2011)
- Colombia-Comcel (2012)
- UNE-EPM (2013)
- EPM Une-Área Metropolitana (2014-2015)
- Movistar Team América (2016-2017)
- Orgullo Paisa (2018)
- EPM (2019-2020)
- Legalagro Euromallas (2021-)